# Municipio de Puente de Ixtla
El municipio de Puente de Ixtla es uno de los 36 municipios del estado mexicano de Morelos, con cabecera municipal del mismo nombre.

## Definición etimológica

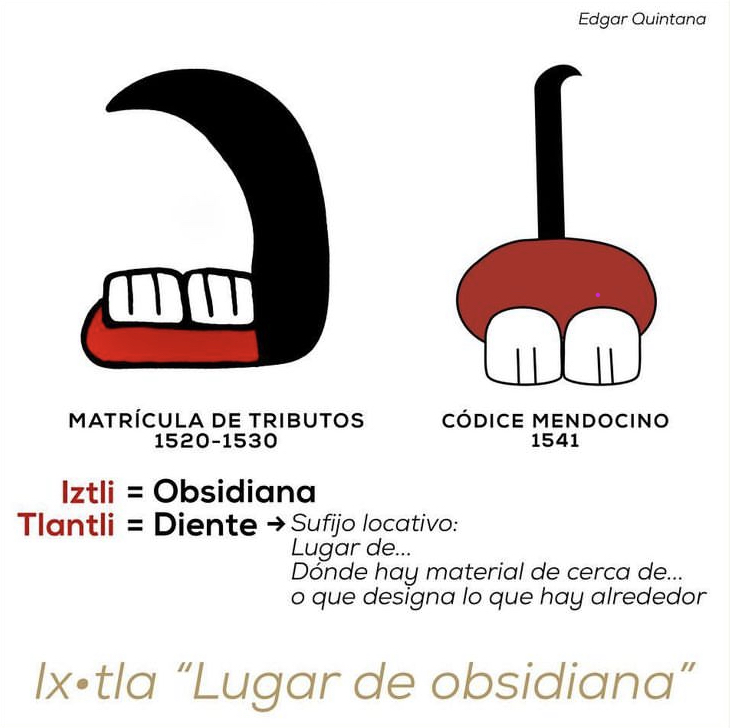
El primer glifo pertenece a la Matrícula de tributos (1520-1530) y el segundo y más conocido glifo con la dentadura invertida del Códice Mendocino (1541). Ambos con los mismos elementos y ambos válidos.

Ystla era su antiguo nombre náhuatl durante la época prehispánica, que proviene del prefijo: Itz-tli: “obsidiana”, tla: “lugar de”; quiere decir “lugar de obsidiana” hoy conocido como San Mateo Ixtla. “Puente” debido a un antiguo puente de mampostería construido en 1523 ubicado en el centro de la cabecera municipal, donde se establecieron los nuevos pobladores conformando en población a "los del puente (Centro) y los de Ixtla (San Mateo)" hoy el centro y la Delegación unidas = Puente de Ixtla. 

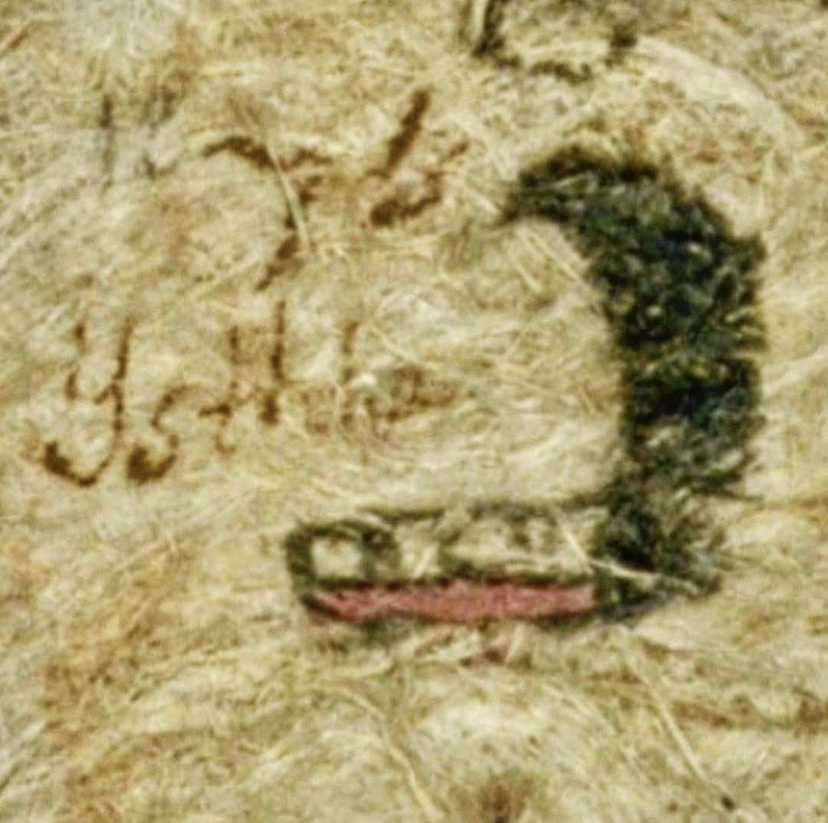
Las pinturas y glifos son acompañados de glosas en náhuatl que los interpretan, añadidas a la original Matrícula de Tributos.

El jeroglífico Ystla , está conformado por dos piezas dentales en su base de encía o tlantli y sobre estos dientes de derecha a izquierda con su punta hacia adentro sobresale una navaja de obsidiana Itz-tli.

## Geografía
El municipio se encuentra ubicado al suroeste del estado de Morelos y tiene una extensión territorial de 237.2 km², que representa 4.9% de la extensión territorial del estado. 
Se localiza geográficamente al norte a una latitud de 18°43’27”, al sur a 18°27’03”, al este a una longitud de 99°10’33” y 99°22’48” al oeste. 

### Colindancias
Colinda con 8 municipios:
Al norte con los municipios de Coatetelco y Xoxocotla.
Al este con Jojutla y Tlaquiltenango. 
Al oeste con Amacuzac y Mazatepec.

Al sur con el Estado de Guerrero, en particular con el municipio de Buenavista de Cuéllar y Huitzuco de los Figueroa.

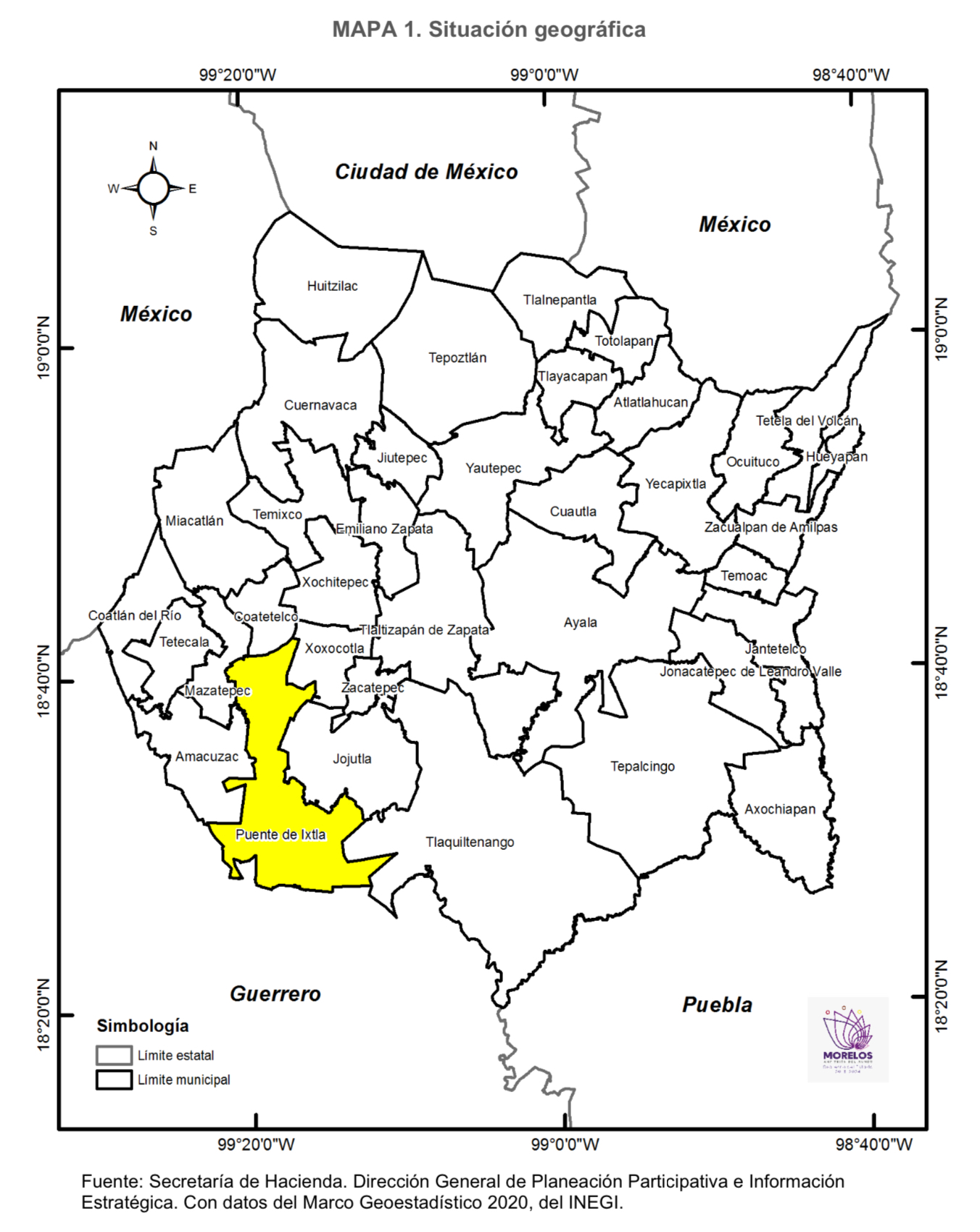
Ubicación geográfica del municipio de Puente de Ixtla en el Estado de Morelos.

### Orografía
El municipio de Puente de Ixtla se encuentra ubicado dentro de la subprovincia de Sierras y Valles Guerrerenses. La provincia Sierra Madre del Sur (sierra y valles guerrerenses) es una de las más complejas y a la vez menos conocidas del país, tiene una litología en la que las rocas intrusivas cristalinas (especialmente los granitos) y las metamórficas cobran mayor importancia que en las del norte. 
Sistema de topoformas: Meseta de aluvión antiguo con cañadas (50.58%), Sierra alta compleja (31.31%), Lomerío con cañadas (17.02%) y Meseta de aluvión antiguo con lomerío (1.09%) Sierra de Ocotlán.

#### Puntos más altos
Cerro Frío (2,280 m s. n. m.), cerro del Potrero de los Burros (1,920 m s. n. m.), y el cerro del Clarín ( 1,180 m s. n. m.). En la zona norte del municipio se encuentran los cerros de Zacatal con una altura de 1,200 m s. n. m.

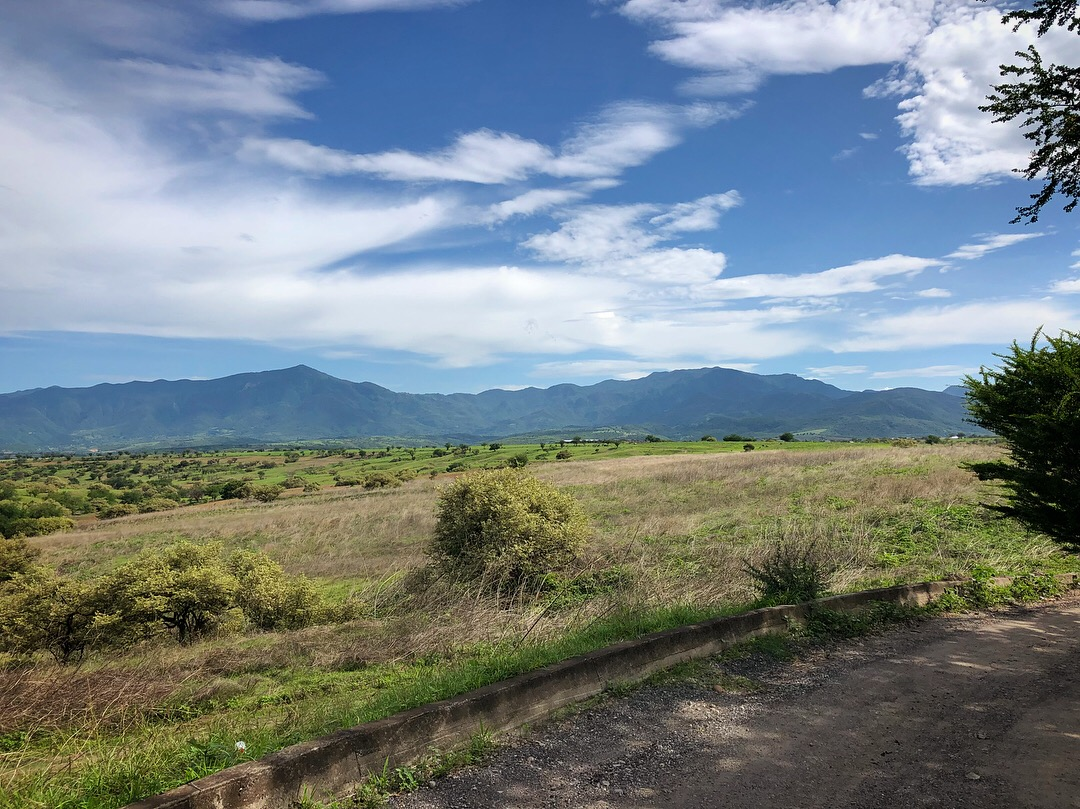
Montañas de la Sierra Madre del Sur

### Hidrografía
Región hidrológica: Balsas (100%)
Cuenca: Río Grande de Amacuzac (99.32%) y Río Balsas – Mezcala (0.68%) Todo el territorio del municipio pertenece a la Cuenca del río Grande de Amacuzac y a la Región hidrológica Balsas.
Subcuenca: R. Alto Amacuzac (49.42%), R. Coatlán (30.81%), R. Apatlaco (10.11%), R. Bajo Amacuzac (8.98%) y R. Tepecuacuilco (0.68%)
Corrientes de agua:
- Perenes (ríos).- La principal corriente del municipio es el río Grande de Amacuzac,que lo atraviesa en sentido noroeste-sureste por el centro del municipio, en el desaguan otros ríos menores como los ríos  Apatlaco, Chalma, Chiquitito y  Tembembe.
- Intermitentes (barrancas): Agua Salada, Ahuehuetzingo, Bejuquera, Cacahuananche, Cahuacán, Chico, El Corralillo, El Guayabo Agrio, El Ranchito, El Terrón, El Zapotillo, Grande, Huixilera, La Guamuchilera, La Joya, La Lagunita, La Piaña, Las Anonas, Las Tenerías, Los Arcos, Los Capones, Los Cocos, Panchomas, Panzacola, Rancho Viejo y Salada.

- Cuerpos de agua perennes:  El territorio del municipio se localizan dos quintas parte de la Laguna de Tequesquitengo y la Presa Emiliano Zapata en Tilzapotla.

### Clima y ecosistemas
En el municipio de Puente de Ixtla predominan 2 tipos: el clima Cálido subhúmedo (92%) y el clima Semicálido subhúmedo (8%). La precipitación promedio anual sigue el mismo patrón territorial, siendo en la parte del sur del municipio de 1,000 a 1,200 mm, y en el resto de 1,000 mm.

### Flora
Es constituida principalmente por selva baja caducifolia de clima cálido, jacaranda, tabachín, casahuate, ceiba y bugambilia.

### Fauna
La constituyen venado cola blanca, jabalí de collar, mapache, tejón zorrillo, armadillo, liebre, conejo común, coyote, gato montés, comadreja, cacomixtle, tlacuache, murciélago, pájaro bandera, chachalaca, urraca copetona, zopilote, aura, cuervo, lechuza y aves canoras y de ornato.

## Demografía
Los resultados del Conteo de Población y Vivienda de 2005 realizado por el Instituto Nacional de Estadística y Geografía dan como resultado una población total de 56,410 habitantes, de los cuales 27,393 son hombres y 29,017 son mujeres; siendo por ello su porcentaje de población masculina del 48.6%, la tasa de crecimiento poblacional anual de 2000 a 2005 ha sido del 0.7%, el 32.7% de los habitantes son menores de 15 años de edad, mientras que entre esa edad y los 64 años se encuentra el 60.3% de los pobladores, 86.7% de la población reside en localidades que superan los 2,500 habitantes y el 4.3% de la población mayor de cinco años es hablante de alguna lengua indígena.

### Localidades
En el censo de 2020 el municipio de Puente de Ixtla contaba con 59 localidades.
| Código INEGI      | Localidad              | Población (2020) |
| ----------------- | ---------------------- | ---------------- |
| 170170001         | Puente de Ixtla        | 20 434           |
| 170170007         | Tilzapotla             | 4 932            |
| 170170008         | San José Vista Hermosa | 4 411            |
| 170170005         | El Estudiante          | 1 779            |
| 170170002         | Ahuehuetzingo          | 1 675            |
| Otras localidades | Otras localidades      | 6 787            |
| Total municipal   | Total municipal        | 40 018           |

## Educación
En el estado de Morelos se cumple con el derecho de los niños, jóvenes y adultos, a tener educación.
Educación preescolar, el municipio de Puente de Ixtla cuenta con 35 escuelas a nivel preescolar; durante el ciclo escolar 2014-2015 fueron 123 docentes quienes atendieron a 2,253 alumnos, con un promedio de 18 alumnos por maestro. 8.3
Educación primaria, en el municipio de Puente de Ixtla durante el ciclo 2014-2015 a nivel primaria se tiene una población total de 8,195 alumnos, quienes son atendidos por 374 docentes y están ubicados en 36 escuelas. 33 8.4 Educación secundaria
La educación secundaria, se ofrece en modalidades de Secundaria General, Secundaria Técnica Industrial, Secundaria Técnica Agropecuaria y Telesecundaria con un total de 3,812 alumnos que son atendidos por 225 docentes y se ubican en 18 escuelas.

## Política
El gobierno del municipio le corresponde al Ayuntamiento, que es electo mediante el voto popular, universal, directo y secreto para un periodo de tres años no renovables para el periodo inmediato, pero sí de forma no continua; el ayuntamiento está integrado por el presidente municipal, un síndico procurador y el cabildo formado por siete regidores, tres electos por mayoría y cinco por el principio de representación proporcional; todos entran a ejercer su cargo el día 1 de noviembre del año siguiente a su elección.

### Subdivisión administrativa
El municipio de Puente de Ixtla cuenta con 1 delegación: San Mateo Ixtla, además de 23 ayundantías municipales.

### Representación legislativa
Para la elección de Diputados locales al Congreso de Morelos y de Diputados federales al Congreso de la Unión, Puente de Ixtla se encuentra integrado en los siguientes distritos electorales:
Local:
- Distrito electoral local 9 de Morelos, con cabecera en Puente de Ixtla.[11]

Federal:
- Distrito electoral federal 4 de Morelos, con cabecera en Jojutla.[12]

### Presidentes municipales
| - (1930 - 1931) Vicente Jiménez - (1931 - 1932) José Espín (interino) - (1933 - 1934) Timoteo Montes de Oca Hdez. - (1935 - 1936) Laureano Ortiz - (1935 - 1935) Antonio Nava (interino) - (1937 - 1938) Gumersindo Moreno - (1937 - 1938) Loreto González (interino) - (1939 - 1940) Feliciano Olivares - (1941 - 1941) Rafael Sánchez - (1941 - 1941) Luis Estrada (interino) - (1941 - 1941) Primo Navarrete (interino) - (1942 - 1942) Rosendo Iturbe (interino) - (1942 - 1942) Primo Navarrete - (1942 - 1942) Luis Estrada (interino) - (1942 - 1942) Rosendo Iturbe (interino) - (1943 - 1944) Gregorio Perea - (1945 - 1946) Timoteo Montes de Oca Hernández - (1947 - 1947) Manuel Becerril | - (1947 - 1948) Rosendo Iturbe (interino) - (1949 - 1950) Loreto González - (1950 - 1950) Raúl Sámano (interino) - (1951 - 1952) Hipólito Orañegui - (1953 - 1954) Elfego Coronel - (1955 - 1957) Ángel Morales Orañegui - (1958 - 1960) Ramón Espín Aburto - (1961 - 1963) Antonio Nava Rojas - (1964 - 1966) Raymundo Coronel Núñez - (1967 - 1970) Esteban Mazari Delgado - (1970 - 1973) Fernando Coronel Orañegui - (1994 - 1997): Lauro Ocampo Amante - (1997 - 2000): Juan Carlos Morales R. - (2000 - 2003): Julio Espín Navarrete - (2000 - 2006): Luciano Abarca Villalobos - (2006 - 2009): Víctor Salinas - (2009 - 2012): Moisés Ponce Méndez - (2012 - 2015): Julio Espín Navarrete - (2016 - 2019): Dulce Medina Cárdenas - (2018 - 2021): Mario Ocampo Ocampo - (2021 - ): Claudia Mazari Torres |